# Svelle
 For alternative betydninger, se Svelle (orgel).
En svelle er en kraftig lægte som fx bruges som underlag for jernbanespor.
I Danmark blev jernbanesveller tidligere genanvendt til legepladser, men svellerne var af creosotolie-imprægneret bøgetræ, og creosoten, som indeholder stoffer, der anses for at forårsage kræft, kan sive ud. Derfor har Miljøministeriet siden 1996 forbudt anvendelse af gamle jernbanesveller til legepladser, ligesom svellerne kun må afbrændes i forbrændingsanlæg, hvor der kan opnås så høje temperaturer, at de farlige stoffer nedbrydes. I dag fremstilles der stadigt jernbanesveller i egetræ uden den giftige imprægnering som primært sælges til private. Disse er stadigt populære til eks. opdeling af haver og sandkasser.
Mellem svellerne kan være 62,5 cm., men afhænger af hvilke hastigheder og hvilke akseltryk sporet skal anvendes til.
I vore dage anvender man betonsveller. Præfabrikerede spor a 15 meter består af skinner og sveller der udlægges på en gang.